# Turnvereniging Turnz
Turnz, of voluit Turnz Amsterdam Gymnastics, is een turnvereniging uit Amsterdam. Turnz heeft als grootste turnvereniging van Amsterdam vestigingen in drie stadsdelen. De club heeft ongeveer 1.000 leden, waarvan de selectie bestaat uit 90 turners (6-24 jaar).
Turnz is opgericht op 18 maart 1987. De vereniging is een top-turnvereniging.
De oorspronkelijke naam was Vereniging Turning Spirit Amsterdam, maar deze naam is in 2016 gewijzigd in de naam Turnz, mede omdat de eerdere satellietclub Turning Spirit Almere verder zelfstandig verder ging en de naam daardoor verwarring opriep.
Op wedstrijdniveau komt Turnz alleen uit in de landelijke divisies (ere-, 1e, 2e en 3e divisie). Leden van Turnz hebben deelgenomen aan diverse Worldcups en de Olympische spelen. De hoofdlocatie is gelegen aan de Doktor Meurerlaan 7 in Amsterdam, in het Sportcentrum Ookmeer. Hier organiseerde de vereniging in 2017 het 22e NK Turnen voor teams.

## Geschiedenis
De Vereniging Turning Spirit Amsterdam is opgericht door Otto Sanders, destijds turnleraar. De turnzaal waarin getraind werd was het gebouw van de oude ALO, de Academie voor Lichamelijke Opvoeding in Amsterdam Osdorp, aan de Wilinklaan. Sinds het begin zijn de huidige hoofdtrainers Wolther Kooistra en Claudia Werkhoven betrokken.
De vereniging is betrokken geweest bij de oprichting van Turnstad Amsterdam. Doelstelling is om alle turnverenigingen in Amsterdam en omstreken te vertegenwoordigen in het overleg met de gemeente Amsterdam en de KNGU. In 2014 werd de status Talent Opleidingscentrum van de KNGU behaald. Naast trainingsfaciliteiten met een gekwalificeerd team van trainers, voldoet de vereniging daarmee aan criteria omtrent (para)medische begeleiding, voedingsadvies en samenwerking met onderwijsinstellingen en lokale turnverenigingen. In 2018 is Turnz met de ondertekening van de gemeente Amsterdam, Topsport Amsterdam en de KNGU, officieel Regionaal Trainings Centrum geworden.

## Bekende turn(st)ers
- Vera van Pol, 1993 (Oranje, OS 2016, WK 2014/10e 2015/8e, EK 2014/9e, NK 2013/1e en 2015/1e, diverse Worldcups)
- Noël van Klaveren 1995 (EK 2013/2e)
- Tessa Gerrits 1995 (NK 2010/4e)
- Milo Kaptein (EYOF 2013, NK 2014 NK 2015)

## Locaties
Turnz traint op de 5 locaties in Amsterdam:
- Sportcentrum Ookmeer
- Centrum voor Vrije Tijd in IJburg
- De Pijp
- WSV in de Watergraafsmeer
- Troelstraschool